# Tarawa, tête de pont
Pour plus de détails, voir Fiche technique et Distribution.
Tarawa, tête de pont (Tarawa Beachhead) est un film de guerre américain sorti en 1958, réalisé par Paul Wendkos. 

## Synopsis
Le sergent Tom Sloan voit le Lieutenant Joel Brady tuer l'un de ses Marines, Johnny Campbell, sur Guadalcanal, après une attaque suicidaire désastreuse contre les Japonais retranchés dans leurs grottes. Seul survivant du désastre, Sloan n'accuse pas Brady, pensant que sa parole ne vaudra pas contre celle d'un officier. Brady recommande Sloan à ses supérieurs et ce dernier est affecté à l'état-major du général commandant la 2e division des Marines en Nouvelle-Zélande.
Promu lieutenant, Sloan rencontre la veuve de Campbell, Ruth, pour lui porter les lettres que Johnny lui avait écrites.  Il croise alors Brady qui fréquente la sœur de Ruth, Paula.
De nouveau au combat, Sloan est débarqué sur Tarawa avec Brady, devenu capitaine : tous deux se haïssent encore plus qu'ils ne détestent les Japonais. Sloan est blessé en essayant de rejoindre Brady avec un poste radio, et ce dernier meurt bravement en faisant sauter un bunker japonais. Le film se conclut sur le désir du général de médailler Brady : il interroge Sloan, puisqu'il le connaît... la réponse est ouverte : "qui connaît vraiment qui ?".

## Fiche technique
- Titre français : Tarawa, tête de pont
- Titre original anglais : Tarawa Beachhead
- Genre : Film de guerre
- Réalisation : Paul Wendkos
- Scénario : Richard Alan Simmons
- Production : Charles H. Schneer pour Columbia Pictures
- Photographie : Henry Freulich
- Montage : Jerome Thoms
- Durée : 77 min
- Pays :  États-Unis
- Langue originelle :  :anglais
- Date de sortie aux États-Unis : 2 novembre 1958
- Date de sortie en salle en France : 24 avril 1959[1]

## Distribution
- Kerwin Mathews : Sergent (puis Lieutenant) Thomas A. 'Tom' Sloan
- Julie Adams : Ruth Nelson Campbell
- Ray Danton : Lieutenant (puis Capitaine) Joel Brady
- Karen Sharpe : Paula Nelson
- Onslow Stevens : Général Nathan Keller